# معهد جامعة الأمم المتحدة لدراسات التكامل الإقليمي المقارنة

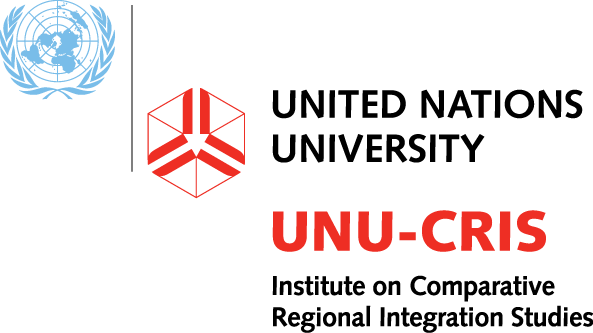
شعار المعهد

معهد جامعة الأمم المتحدة لدراسات التكامل الإقليمي المقارنة (UNU-CRIS) هو معهد بحث وتدريب تابع لجامعة الأمم المتحدة. مقره في بروج (بلجيكا) منذ عام 2001، يتخصص المعهد في الدراسة المقارنة للتكامل الإقليمي وتوفير المنافع العامة العالمية والإقليمية، بما في ذلك الاستقرار البيئي والحد من الفقر والسلام والعدالة.
هدفه هو توليد معرفة جديدة وذات صلة بالسياسات حول الأشكال الجديدة للحوكمة والتعاون الإقليمي والعالمي والمساهمة في البحث الذي يعالج التحديات التي تواجه الحوكمة العالمية والإقليمية.

## التمويل

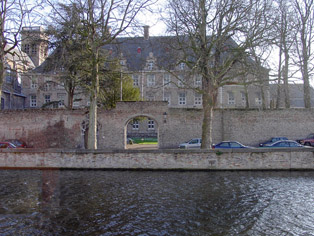
مقر المعهد

يتم توفير التمويل الأساسي للمعهد من قبل الحكومة الفلمنكية لمملكة بلجيكا. بدعم من مقاطعة فلاندرز الغربية، يقع في المدرسة الأسقفية، الدير السابق لكثبان بروج. في 9 فبراير 2017، نظم المعهد جلسة أكاديمية للإعلان عن أول مذكرة تفاهم بين جامعة الأمم المتحدة وجامعة خنت والجامعة الحرة في بروكسل والحكومة الفلمنكية. عُقدت الجلسة الأكاديمية في القاعة القوطية بقاعة مدينة بروج. حضر وكيل الأمين العام للأمم المتحدة ورئيس الجامعة ديفيد إم. مالون إلى بروج للاحتفال بهذا الحدث الخاص ولتقديم رؤيته بشأن الدور المتغير لجامعة الأمم المتحدة وللمعهد.

## البنية
المعهد ملتزم بالمبادئ التوجيهية لجامعة الأمم المتحدة، التي وضعها مجلس الجامعة. يقوده مدير ومدير مساعد، المسؤولان عن البحث وإدارة المعهد وتنفيذ المبادئ التوجيهية المقدمة من اللجنة الاستشارية العلمية. تتكون اللجنة الاستشارية العلمية من علماء مشهورين دوليًا وتجتمع سنويًا لتقييم الأداء السابق والاستشارات حول التطورات والاستراتيجيات المستقبلية. يتم إجراء البحث من قبل أكاديميين مقيمين في بروج وعدد من الباحثين المشاركين غير المقيمين الموجودين في المؤسسات في جميع أنحاء العالم. إلى جانب ذلك، يستضيف المعهد الباحثين والمتدربين الزائرين بشكل منتظم.

## المهمة
يركز المعهد على الأنماط الجديدة للتعاون الإقليمي والعالمي والحوكمة. من خلال أنشطته البحثية، يربط المعرفة العلمية بصنع السياسات، بهدف المساهمة في خلق السلام والاستقرار والحفاظ عليهما.
يقوم المعهد بتوليد المعرفة ذات الصلة بالسياسات حول الأشكال الجديدة للحوكمة والتعاون على المستويين الإقليمي والعالمي، حول أنماط العمل الجماعي وصنع القرار والاستفادة من تجربة التكامل الأوروبي ودور الاتحاد الأوروبي كجهة فاعلة إقليمية في المجتمع العالمي.
يركز المعهد على القضايا ذات الاهتمام الوشيك للأمم المتحدة، مثل خطة التنمية لعام 2030 والتحديات الناشئة عن التطورات الجديدة والمتطورة في مجال السلام والأمن والتطورات الاقتصادية والبيئية على الصعيدين الإقليمي والعالمي. حول هذه القضايا، يطور المعهد حلولًا تستند إلى البحث حول الأنماط الجديدة للعمل الجماعي والحوكمة الإقليمية.
يسعى المعهد إلى إقران التميز الأكاديمي بالبحوث ذات الصلة بالسياسة في هذه المجالات.
بالإضافة إلى ذلك، تتمثل مهمة المعهد في المساهمة في تحقيق الأهداف العالمية للأمم المتحدة وجامعة الأمم المتحدة من خلال البحث والتدريب المقارن والمتعدد التخصصات من أجل فهم أفضل للعمليات وتأثير التكامل داخل الإقليم وفيما بين الأقاليم.
يركز عمل المعهد على:
- رؤية كيف يتم تشكيل الحوكمة متعددة المستويات
- رصد تنفيذ وتأثير التكامل الإقليمي
- تعميق الفهم النقدي للتكامل الإقليمي كعملية للتحول الاجتماعي وللعلاقات بين الجزئيات والكلية الإقليمية
- تعزيز قدرات الحكم على المستويات المحلية والوطنية والإقليمية والعالمية للتعامل مع التكامل الإقليمي
- تقييم الدور الفعلي والمحتمل للمناطق في منظومة الأمم المتحدة.

## البحث
تهدف الأنشطة البحثية إلى تحقيق المبادئ التوجيهية التي حددتها رسالة المعهد  والاستراتيجيات التي أوصت بها اللجنة الاستشارية العلمية. وهي منظمة في أربع مجموعات:

### دور المناطق في الحكم العالمي
أدى ظهور جهات فاعلة إقليمية جديدة إلى أشكال جديدة من الحكم لها عواقب متوقعة فيما يتعلق بالحوكمة العالمية. يهدف برنامج المعهد من خلال برنامجه البحثي إلى تطوير فهم أفضل للنماذج الحالية المختلفة للحكم. يحتوي البرنامج على مشروع بحث واحد مستمر.

### مراقبة عمليات الأقلمة
في جميع أنحاء العالم، نشهد عمليات أقلمة تتخذ شكل ترتيبات تعاونية أو خطط تكامل. تبدأ مجموعات الدول وتدعم عمليات الأقلمة، من بين أمور أخرى، لتحسين روابطها السياسية وجني المكاسب من التجارة الموسعة في السلع والخدمات وتقوية الروابط المالية والاستفادة من تقاسم المخاطر وفرص الاستثمار الأفضل وتأمين البيئة الإقليمية.
يهدف برنامج البحث هذا إلى مراقبة عمليات الأقلمة في جميع أنحاء العالم وجمع البيانات الكمية والمعلومات النوعية. وتحقيقا لهذه الغاية، يسعى إلى تعزيز أساليب جديدة للرصد والتقييم وتطوير أدوات مناسبة للقياسات بأثر رجعي والاستبصار المرتقب لعمليات التكامل الإقليمي. كما يدعم البرنامج جهود الرصد التي تبذلها منظمات إقليمية محددة. يوجد حاليا مشروعان بحثيان جاريان.

#### نظام معرفة التكامل الإقليمي
تم تطوير نظام معرفة التكامل الإقليمي في إطار شبكة التميز كمبادرة مشتركة اضطلعت بها المعهد والعديد من المؤسسات والمنظمات الشريكة. وهدفه هو توفير عقدة مركزية لتبادل المعلومات حول عمليات التكامل الإقليمي في جميع أنحاء العالم وتشكيل «حلقة مفقودة» بين المبادرات الإقليمية الحالية لتوفير المعلومات حول التكامل والتعاون الإقليمي.

#### التقرير العالمي عن التكامل الإقليمي والحوكمة
يتم نشر التقارير العالمية حول التكامل الإقليمي من قبل المعهد بالتعاون مع لجنة الأمم المتحدة الاقتصادية والاجتماعية لغرب آسيا واللجنة الاقتصادية والاجتماعية لآسيا والمحيط الهادئ ومفوضية الأمم المتحدة الاقتصادية لأمريكا اللاتينية وجزر الكاريبي واللجنة الاقتصادية لأفريقيا ولجنة الأمم المتحدة الاقتصادية لأوروبا ومؤتمر الأمم المتحدة للتجارة والتنمية بهدف تجميع الخبرات التي اكتسبتها مختلف اللجان الاقتصادية والاجتماعية الإقليمية التابعة للأمم المتحدة في مناطقها. تحتوي التقارير العالمية على تقارير إقليمية، جنبًا إلى جنب مع المساهمات المواضيعية وقسم إحصائي يعرض الاتجاهات فوق الإقليمية فيما يتعلق بالحوكمة الاجتماعية والاقتصادية في جميع أنحاء العالم. وتتضمن التقارير أيضًا مساهمات نظرية ومنهجية وتجريبية من الأكاديميين وصانعي السياسات في جميع أنحاء العالم.

### الأمم المتحدة والسلع العامة الإقليمية
كانت المناطق جزءًا من الأمم المتحدة منذ إنشائها. وهم موجودون بأشكالهم المختلفة في ميثاق الأمم المتحدة وفي تطوير هياكل الأمم المتحدة ووكالاتها. الروابط بين المناطق فوق الوطنية والأمم المتحدة عديدة ومتفاوتة الكثافة؛ لا يزال هناك العديد من التحديات السياسية والمؤسسية والتشغيلية التي لم يتم حلها والتي يجب مواجهتها.
يشارك المعهد حاليًا في ثلاثة مشاريع بحثية تشكل جزءًا من هذا البرنامج.

#### العولمة والأقلمة وعدم المساواة الاجتماعية والاقتصادية
«العولمة والأقلمة وعدم المساواة الاجتماعية والاقتصادية» هو مجتمع بحثي علمي يدعمه الصندوق الفلمنكي للبحث العلمي.
أولويات البحث هي: التحليل الكمي لعمليات العولمة والجهوية. العولمة وسوق العمل وعدم المساواة في الدخل؛ الهجرة بين بلدان الجنوب؛ وعدم المساواة في الحكم العالمي.
يتم تنسيق هذه الشبكة من قبل جامعة أنتويرب وجامعة خنت. يضم الاتحاد، بالإضافة للمعهد، جامعة لوفان وجامعة ليل وجامعة يونو ميريت وجامعة ماستريخت.

#### كرسي اليونسكو - جامعة الأمم المتحدة
تم إنشاء كرسي اليونسكو - جامعة الأمم المتحدة في التكامل الإقليمي والهجرة وحرية الحركة للأشخاص من قبل اليونسكو وجامعة الأمم المتحدة في أواخر عام 2010. يقع مقره في بروج وبدعم مالي من الحكومة الفلمنكية، ويتعاون بشكل وثيق مع جامعة بريتوريا.
الهدف من الكرسي هو معالجة فرص وتحديات التكامل الإقليمي والبعد الاجتماعي للتكامل الإقليمي والجوانب المختلفة للهجرة، ولا سيما حرية تنقل الأشخاص داخل جنوب أفريقيا ومنطقة الجنوب الأفريقي.
يعمل الكرسي كمركز فكري وبناء الجسور ، حيث يتبادل خبراته للمساهمة في البحث والتدريب وبناء القدرات بهدف جعل حرية تنقل الأشخاص ملموسة في منطقة الجنوب الأفريقي.

#### الحد من الفقر والتكامل الإقليمي
يهدف مشروع البحث الدولي حول «الحد من الفقر والتكامل الإقليمي: تحليل مقارن لسياسات الصحة في مجموعة التنمية لأفريقيا الجنوبية واتحاد دول أمريكا الجنوبية» أولاً إلى تحديد طرق تشكيل السياسات الإقليمية فيما يتعلق بمجموعة التنمية لأفريقيا الجنوبية واتحاد دول أمريكا الجنوبية تفضي إلى صياغة استراتيجيات صحية مضمنة لصالح الفقراء. ثانيًا، يبحث في كيفية تعزيز هذه الاستراتيجيات.
يتم تمويل المشروع من قبل مجلس البحوث الاقتصادية والاجتماعية بالمملكة المتحدة بالتعاون مع وزارة التنمية الدولية بالمملكة المتحدة ويديره البروفيسور نيكولا ييتس (الجامعة المفتوحة، المملكة المتحدة). ومن بين شركاء المشروع الآخرين: جامعة ساوثهامبتون ومعهد جنوب إفريقيا للشؤون الدولية ومعهد أمريكا اللاتينية للعلوم الاجتماعية.

### التعليم وبناء القدرات وأنشطة التنمية

#### برنامج الماجستير
في كلية ماستريخت العليا للحوكمة في هولندا، يقدم مركز الدراسات الاقتصادية والاجتماعية بجامعة الأمم المتحدة - مركز ماستريخت للبحوث الاقتصادية والاجتماعية حول الابتكار والتكنولوجيا للطلاب الذين يدرسون للحصول على درجة الماجستير في العلوم في السياسة العامة والتنمية البشرية تخصصًا في التكامل الإقليمي والحوكمة متعددة المستويات.

#### برنامج الدكتوراه
دكتوراه إيراسموس موندوس المشتركة حول «العولمة والاتحاد الأوروبي والتعددية» هو برنامج مدته خمس سنوات يهدف إلى تعزيز أبحاث الدكتوراه متعددة التخصصات من الدرجة الأولى في أوروبا حول السياسة المشتركة والتحديات المجتمعية التي تواجه النظام العالمي الحالي. تتولى إدارة برنامج الدكتوراه معهد الدراسات الأوروبية بجامعة بروكسل الحرة. 

#### مدرسة صيفية
تشترك جامعة أندينا سيمون بوليفار ومعهد جامعة الأمم المتحدة في تنظيم مدرسة صيفية سنوية للدكتوراه بعنوان «أمريكا اللاتينية وأوروبا والإقليمية المقارنة» في كيتو، الإكوادور. تستمر مدرسة الدكتوراه لمدة أسبوع وهي ثنائية اللغة (الإنجليزية والإسبانية). الهدف هو إنشاء شبكة من طلاب الدكتوراه وغيرهم من الباحثين الشباب الذين يتعاملون مع الإقليمية من جميع أنحاء قارة أمريكا اللاتينية وخارجها.

## روابط خارجية
- معهد جامعة الأمم المتحدة لدراسات التكامل الإقليمي المقارنة (UNU-CRIS)
- جامعة الأمم المتحدة (UNU)
- وكالة جامعة الأمم المتحدة في أوروبا (UNU-ViE)
- مكتب جامعة الأمم المتحدة في باريس (UNU-OP) نسخة محفوظة 10 أكتوبر 2014 على موقع واي باك مشين.
- مكتب جامعة الأمم المتحدة في نيويورك (UNU-ONY) نسخة محفوظة 1 سبتمبر 2013 على موقع واي باك مشين.
- كلية أوروبا